# Pothyne keyensis
Pothyne keyensis là một loài bọ cánh cứng trong họ Cerambycidae.